# Tullio Crali
Tullio Crali (* 6. Dezember 1910 in Igalo, damals Königreich Dalmatien, Österreich-Ungarn, heute Montenegro; † 5. August 2000 in Mailand, Italien) war ein italienischer Maler des Futurismus.

## Leben
Crali wurde als Kind einer italienischsprachigen Familie aus Zara in Dalmatien in einer kleinen Stadt am Eingang zur Bucht von Cattaro geboren. 1922 zog die Familie nach Görz im Friaul. Dort schloss er die technische Schule ab und kam 1925 unter dem Einfluss von Giacomo Balla und Enrico Prampolini und seinem ersten Flugerlebnis im Jahre 1928. Er widmete sich von da an der Aeropittura (Malerei von Luftfahrteindrücken) und wurde nach Aufnahme in den Kreis der Futuristen im Jahr 1929 zu einem der wichtigsten Vertreter dieser Kunstrichtung. In der Folgezeit kam er in Kontakt mit Filippo Tommaso Marinetti, der ihn 1932 zur Teilnahme an der ersten Ausstellung der italienischen Aeropittori in Paris einlud, nachdem er vorher bereits mehrere Ausstellungen in Italien hatte.
Nebenbei beschäftigte sich Crali auch mit Bühnenbild und erstellte Architekturentwürfe. Auch nach dem Zweiten Weltkrieg blieb er zunächst dem Futurismus treu und arbeitete in Turin und dann von 1950 bis 1958 in Paris, um schließlich in den Jahren 1962 bis 1966 an der Scuola d'Arte Italia in Kairo in Ägypten zu lehren. Dort entwickelte er seine Sassintesi, eine abstrahierende Form des Futurismus, fort. Ab 1966 arbeitete er vorwiegend für das Futurismusmuseum in Mailand.
1999 vermachte Crali seinen Briefwechsel und andere Dokumente an das Museo di arte moderna e contemporanea di Trento e Rovereto (MART), in Rovereto, Provinz Trient, zusammen mit 41 Werken, denen in seinem Todesjahr 48 weitere Werke folgten.
Crali war mit Adolfina Savelli verheiratet und hatte einen Sohn. Er wurde in Macerata, der Heimatstadt seiner Ehefrau, beerdigt.

## Werke
- Le forze de la curva, 1930, Dauerleihgabe im MART, Rovereto
- Acrobazie in cielo, 1930, Galleria Arte Centro, Milano
- Rivoluzioni di Mondi, 1934, auf der Biennale di Venezia ausgestellt und unmittelbar danach nach Angaben des Fondo Crali zerstört.
- Battaglia aerea I, 1936
- Incuneandosi nell'abitato oder In tuffo sulla città, 1939, im MART
- Prima che si apra il paracadute, 1939, in der Galleria d’arte moderna di Udine, Udine, Italien